# Cravo Norte
Cravo Norte est une municipalité située dans le département d'Arauca, en Colombie.